# Karl Rove
Karl Christian Rove (Denver, 25. prosinca 1950.) je američki politički savjetnik, a od 2006. godine i viši savjetnik, glavni politički strateg i zamjenik šefa osoblja Bijele kuće u administraciji predsjednika Georgea W. Busha za politiku.
Rove je u prošlosti vodio izborne kampanje za Georgea W. Busha (2000. i 2004. za američkog predsjednika; 1994. i 1998. za teksaškog guvernera), John Ashcrofta (1994. za američki Senat), Billa Clementsa (1986. za teksaškog guvernera), senatora Johna Cornyna, guvernera Ricka Perryja (1990. za mjesto teksaškog komesara za poljoprivredu) i Phila Gramma (1982. za dom Zastupnika u Kongresu, 1984. za američki Senat).
Rove je navodno među političkim protivnicima Georgea W. Busha najomraženiji član predsjednikovog kruga, dok među Bushovim pristašama uživa visoku reputaciju. Rove je bio predmetom mnogih kritičkih napisa, uključujući knjigu Bushov mozak, koja je 2004. godine - neposredno prije izbora - postala dokumentarni film. Rovea danas mnogi povezuju s aferom Plamegate, ali je u proljeće 2006. službeno oslobođen svih optužbi.